# Pedro Bank
Pedro Bank är en stor korall- och sandbank, delvis täckt med sjögräs, ca 80 km söder och sydväst om Jamaica. Den sluttar försiktigt från Pedro Cays i väster och norr med djup från 13 till 30 meter. Den totala ytan av sandbanken inom 100 meter batymetri mäter 8 040 km². Området på djupet till 40 meter är trekantig, 70 km långt i öst-västlig och 43 km bred. 2 400 km² är mindre än 20 m djup. Med sin holmar, cays och klippor ligger den totala ytan på 270 000 m². Den är platsen för en av de två ögrupper som ligger utanför Jamaicas kust. Den andra är Morant Cays (Jamaica har även kustnära öar som Port Royal Cays). Sandbanken är centrerad på koordinaterna 17°06′N 78°20′V / 17.100°N 78.333°V.